# 30 év legszebb balladái
A 30 év legszebb balladái az Ossian 2016. augusztus 10-én, az együttes megalakulásának 30. évfordulójából megjelent válogatáslemeze, amely az együttes tizenkilenc balladáját tartalmazza, nagyobb részt az 1998-as újjáalakulás utáni időszak dalaiból merítve. Kivételt csak az Éjféli Lány és a Magányos Angyal című dalok képeznek, amelyek a 25 éves jubileumi koncerten, illetve a 2006-ban a Létünk a bizonyíték című koncertlemezen rögzített formában kerültek fel az albumra.

## Dalok
1. Ha te ott leszel velem (2013)
2. Ahányszor látlak (2015)
3. Éjféli lány -koncert (25 éves jubileumi koncert,2011)
4. Többet ér mindennél (2004)
5. Magányos angyal – koncert (Létünk a bizonyíték,2006)
6. Társ a bajban (2003)
7. Még egy nap (2003)
8. A Régi láng (2016)
9. Bilincs Vagy Ékszer (2003)
10. Hűség (2000)
11. A Bátrakért (2004)
12. A Tűz jegyében (2013)
13. Nincs menekvés -koncert (25 éves jubileumi koncert,2011)
14. A Hosszú Álom (2002)
15. A Küldetés (2008)
16. Asszony feketében (2008)
17. Visszajövök (2015)
18. Álmod legyen (2016)
19. Csendesen (2003)

## Közreműködők
Ossian
- Paksi Endre – ének, basszusgitár (8), vokál, kórus
- Rubcsics Richárd – gitár, vokál
- Wéber Attila – gitár, vokál (1,3-7,9-16,19)
- Erdélyi Krisztián – basszusgitár, vokál (kivéve 8,10)
- Jakab Viktor – basszusgitár, vokál (10)
- Kálozi Gergely – dobok (1,2,8,12,17,18)
- Hornyák Péter – dobok (3-7,9-11,13-16,19)

Vendégek
- Nachladal Tamás – vokál, kórus (2,8,17,18)
- Nagy "Liszt" Zsolt – billentyűs hangszerek, kórus (2,8,17)
- Küronya Miklós † – billentyűs hangszerek ,fretless basszusgitár (4,9,11,16,19)
- Veér Bertalan, Hegyaljai-Boross Zoltán, Négyesi Katalin – vonósok (14)
- Nachladal István, Répássy "Rocklexikon" Gábor, Duna Róbert – vokál, kórus (15,16)